# Ducado de Penthièvre
El Ducado de Penthiévre fue un título de los condes de Penthièvre, quienes en 1569 fueron hechos duques. En los siglos XI y XII el condado de Penthièvre situado en la región francesa de Bretaña (actualmente en el departamento de Côtes-d'Armor) pertenecía a una rama de la casa soberana de Bretaña.

## Casa de Luxemburgo
- Sebastián (1566-1569), sobrino de Juan VII.
- María (1569-1623), se casó con Felipe Emmanuel de Lorena.

## Casa de Lorena
- Felipe Emmanuel de Lorena (1576-1602).
- Françoise de Lorena (1602-1669), casada con César de Borbón.

## Casa de Borbón-Vendôme
- César de Borbón (1608-1665), hijo legitimado de Enrique IV de Francia.
- Luis II de Borbón-Vendôme (1665-1669), hijo de César de Vendôme.
- Luis III José de Vendôme (1669-1712), hijo de Luis II de Borbón-Vendôme.
- Vendido a Ana María de Borbón en 1696.

## Casa de Borbón-Penthièvre
- Luis Alejandro de Borbón (1678-1737), Conde de Tolosa, Duque de Rambouillet, hijo legitimado de Luis XIV de Francia.
- Luis Juan María de Borbón (1725-1793), hijo de Luis Alejandro de Borbón, Conde de Tolosa.

## Casa de Orleans
Restauración Borbónica en Francia
- Carlos de Orleans (1820-1828), hijo de Luis Felipe de Orleans, Duque de Orleans (futuro Rey de Francia)

Monarquía de Julio
- Pierre de Orleans (1845-1919), hijo de Francisco de Orleans, príncipe de Joinville

- Datos: Q5814670